# NorthernBlues Music
NorthernBlues Music est un label discographique canadien de blues. Le label a été créé en 2001.

## Histoire
C'est en écoutant un CD de Grit Laskin que Litwin, homme d'affaires montréalais, entre en contact avec Laskin et Borealis Records, un label canadien de folk. Il investit dans l'entreprise, qui atteint rapidement une position prédominante sur le marché du folk. Après son départ d'Intel, Litwin décide de créer un label qui réaliserait pour le blues au Canada ce que Borealis avait réalisé pour le folk. Sa nouvelle société, NorthernBlues Music Inc., doit être un foyer pour les bluesmen canadiens et son objectif est que chaque sortie de Northern Music soit exceptionnelle.

## Artistes
Ils comprennent : Watermelon Slim, Eddie Turner, Homemade Jamz Blues Band, Doug Cox, Paul Reddick, Kevin Breit, Dan Treanor and Frankie Lee, Chris Beard, David Jacobs-Strain, James Cohen, Glamourpuss, John and the Sisters, Samuel James (nommé au Blues Music Award 2010), The Twisters, Zac Harmon, Carlos del Junco, JW-Jones, Moreland and Arbuckle, Mason Casey, Mem Shannon, Brian Blain, Janiva Magness, NorthernBlues Gospel Allstars, Toni Lynn Washington, Taxi Chain, Archie Edwards.